# Teofil Wojciech Talikowski

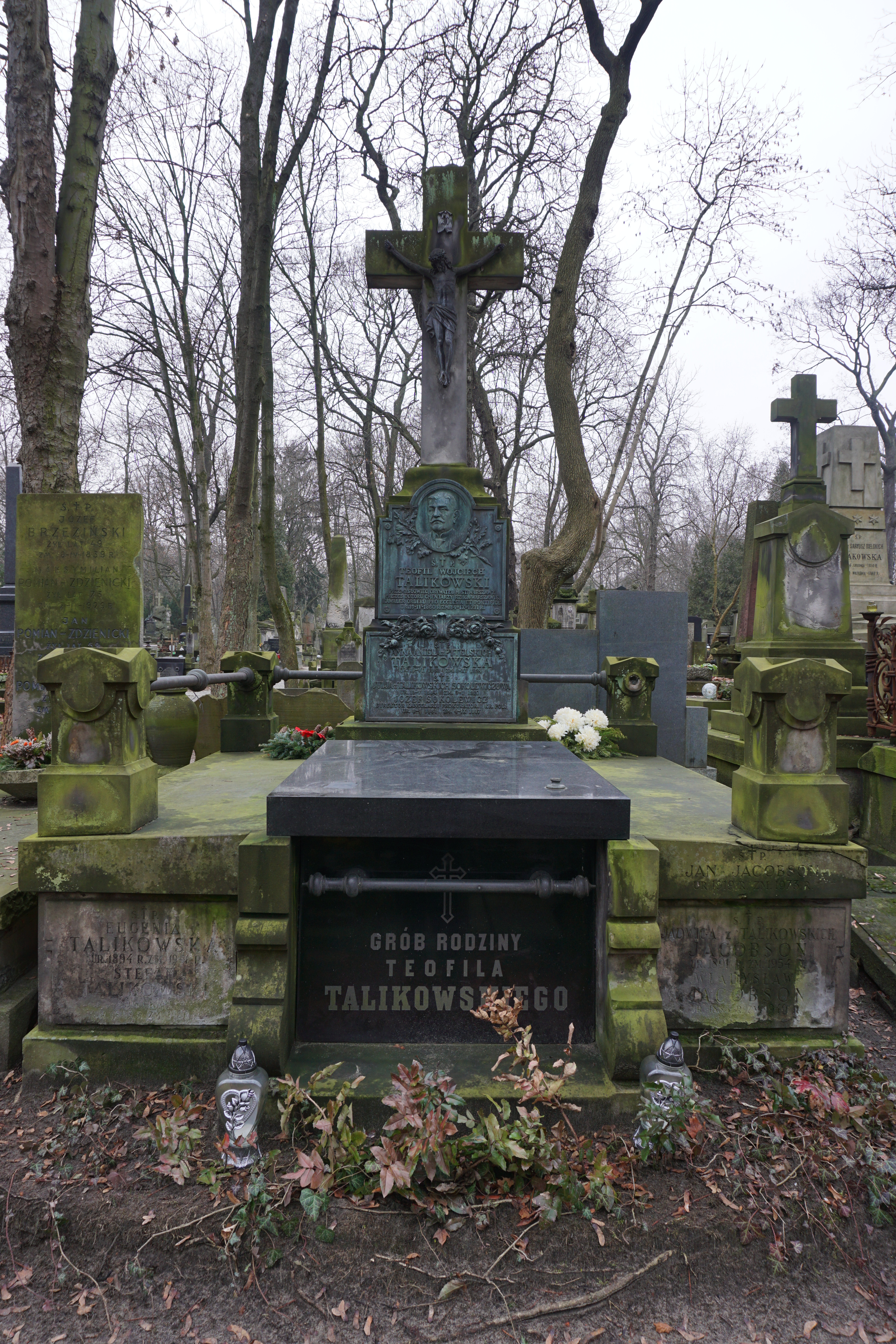
Grób Teofila Wojciecha Talikowskiego na cmentarzu Powązkowskim

Teofil Wojciech Talikowski (ur. 19 kwietnia 1860, zm. 14 września 1931) – polski przemysłowiec, prezes dozoru cmentarzy rzymskokatolickich w Warszawie.
Został odznaczony medalem Pro Ecclesia et Pontifice.
Zmarł 14 września 1931 w wieku 72 lat. Został pochowany w grobowcu rodzinnym na cmentarzu Powązkowskim w Warszawie 17 września 1931 (kwatera 33-1-32/33).
Jego żoną była Anna Aniela z domu Pytelska (1962-1934). Miał córki i synów.